# 모두 배로
모두 배로(영어: Modou Barrow, 1992년 10월 13일 ~ )는 감비아의 축구 선수로 현재 대한민국 K리그2의 인천 유나이티드에서 윙어 겸 공격수로 활동 중이며 K리그 등록명은 바로우이다.

## 구단 경력

### K리그입단 전
2010년 스웨덴 4부 리그의 몔뷔 AI에서 데뷔하여 리그 15경기 6골의 준수한 성적을 기록한 후 이듬해 같은 리그의 묄비 쇠드라 소속으로 리그 19경기 23골의 폭발적인 득점력을 자랑했다.
이후 IFK 노르셰핑, 바르베리 보이스, 외스테르순드 FK를 거쳐 2014-15 시즌 잉글랜드 프리미어리그의 스완지 시티로 이적하여 2016-17 시즌까지 공식전 55경기 2골을 기록했고 이 기간 동안 노팅엄 포리스트, 블랙번 로버스, 리즈 유나이티드에서 임대 선수로 활동하기도 했다.
그리고 2017-18 시즌부터 2019-20 시즌 리그 개막전 직후까지 EFL 챔피언십의 레딩 FC 소속으로 83경기 14골·12어시스트의 준수한 성적을 기록했고 2019-20 시즌 튀르키예 쉬페르리그의 데니즐리스포르로 임대 이적하여 코로나19 범유행으로 리그가 중단될 때까지 24경기 3골 2어시스트를 기록했다.

### 전북 현대 모터스
2020년 6월 4일 K리그1의 전북 현대 모터스가 바로의 영입을 추진한다는 기사가 발표되었고 같은 해 7월 1일 한국으로 입국한 직후 2주간의 자가격리를 거친 뒤 7월 17일 실시된 입단 메디컬테스트를 거쳐 7월 20일 전북 현대 공식 입단을 확정지었다.
같은 해 7월 26일 FC 서울과의 2020년 K리그1 13라운드 경기에서 후반 23분 교체 투입을 통해 K리그 데뷔전을 치렀고 3일 후에 열린 부산 아이파크와의 2020년 FA컵 8강전에서도 교체 투입되며 리그에서와 마찬가지로 좋은 경기력을 보여주었다.
이후 2020 시즌에서 공식전 22경기 2골 4어시스트의 성적을 올리며 팀의 리그 4연패 및 15년만의 FA컵 통산 4번째 우승의 큰 공을 세웠고 이듬해인 2021 시즌에서도 공식전 26경기 9골 3어시스트를 기록하며 리그 5연패에도 이바지했다.
그리고 2022 시즌에서도 공식전 40경기 15골 7어시스트의 준수한 성적을 거두며 2022년 K리그1 준우승, 2022년 FA컵 우승, 2022년 AFC 챔피언스리그 4강 진출에 큰 공을 세웠으며 리그 공격포인트 부문 4위, 득점 부문 5위, 아디다스 포인트 7위에도 이름을 올리며 전북 입단 후 역대급 퍼포먼스를 선보이는 등 3시즌동안 공식전 88경기 26골 14어시스트를 기록했다.

### 알아흘리 사우디
전북과의 계약 기간이 1년이 남아 있던 2023년 1월 17일 사우디 1부 리그의 알아흘리 사우디 입단을 확정지었고 2022-23 시즌 리그 17경기 3골을 기록하며 알아흘리 사우디의 1시즌만의 사우디 프로페셔널리그 승격에 일조했다.

### 시바스스포르
2023년 8월 28일 튀르키예 쉬페르리그의 시바스스포르가 공식 구단 홈페이지를 통해 알아흘리 사우디와 2023-24 시즌이 종료될 때까지 임대하는데 합의했다고 밝혔다.

### 인천 유나이티드 FC
2025년 2월 3일 K리그2의 인천 유나이티드 FC로 이적하였다.

## 국가대표팀 경력

### 스웨덴 U-21 대표팀
부모님은 모두 감비아의 혈통이지만 일찌감치 스웨덴으로 이주해서 자란 덕에 스웨덴에서 4년간 프로 선수 생활을 해왔고 결국 2015년 3월 31일 스웨덴 U-21 대표팀에서 국가대표팀 첫 커리어를 시작했다.
그러나 첫 발탁된지 얼마 못 가 부상으로 낙마한 후 감비아 축구 협회의 국가대표팀 러브콜을 받고 스웨덴 U-21 대표팀에 소집된지 2달만인 5월 22일 감비아 성인대표팀에 전격 합류했다.

### 감비아 A대표팀
감비아 A대표팀 합류 이후 2015년 6월 13일 남아프리카 공화국과의 2017년 아프리카 네이션스컵 예선 M조 1차전에서 국제 A매치 데뷔전을 치른 후 2017년 3월 27일 중앙아프리카 공화국과의 친선 경기에서 A매치 데뷔골을 신고했다.
이후 2020년 11월 16일 가봉과의 2021년 아프리카 네이션스컵 예선 D조 4차전에서 후반 34분 2번째 골을 터뜨리며 감비아 축구 역사상 첫 메이저 대회 본선 진출에 일조했고 2022년에 열린 본선에도 출전하여 감비아의 사상 첫 메이저 대회 8강 진출에 기여했다.

## 사생활
모두 배로는 약혼녀와 2014년 11월에 태어난 딸과 함께 살고 있다. 또한 배로는 스웨덴 시민권을 갖고 있으며 독실한 무슬림이다. 2012년에는 당시 여자친구를 폭행하여 사회 봉사와 보호 관찰을 선고받기도 했다.

## 수상 내역

### 클럽
전북 현대 모터스
- K리그1 : 우승 (2020, 2021), 준우승 (2022)
- 코리아컵 : 우승 (2020, 2022)
- AFC 챔피언스리그 : 4강 (2022)

 알아흘리 사우디
- 사우디 퍼스트 디비전 리그 : 우승 (2022-23)